# Komet de Chéseaux
Komet de Chéseaux  ali C/1746 P1   je komet, ki ga je prvi opazil 13. avgusta 1746 švicarski astronom Jean-Philippe Loys de Chéseaux (1718–1751).

## Značilnosti
Tirnica kometa je bila parabolična. Prisončje je prešel 3. marca 1747, ko je bil od Sonca oddaljen 2,20 a.e.